# Phymatodes longisquamata
Phymatodes longisquamata là một loài thực vật có mạch trong họ Polypodiaceae. Loài này được Tagawa miêu tả khoa học đầu tiên năm 1934.